# Zastodeset
Zastodeset je čtyřčlenná česká pop-rocková hudební skupina. Vznikla v roce 2012 a pochází z Domažlic. V kapele působí frontman, zpěvák a kytarista Robin Vaníček, baskytarista Jiří Soukup, kytarista Miroslav Soukup a bubeník Jiří Blacký. Kapela se proslavila 2. místem v rádiové soutěži o západočeskou kapelu roku v rádiu Kiss Proton. Kapela se prezentuje především moderní pódiovou show a energickým vystupováním.

## Historie kapely
Kapela pochází z Plzeňského kraje, konkrétně z Domažlic. V roce 2013 nahrála své debutové album Pokojová záležitost. Díky albu se dostala pod společnost Championship Music.
O rok déle vydala EP Kroky jinam. Největší úspěch zaznamenala píseň Pohádka, ke které byl také natočen videoklip, ve kterém si zahrál např. Kuba Ryba (Rybičky 48) nebo Martin Švejda (Walda Gang). Poté kapela začala pracovat na albu Nastav druhou tvář, na které nahráli 11 písní, a fanouškům ho představili na podzim v roce 2015. K písním Nastav druhou tvář nebo Hlavolam byl následně natočen videoklip.
Velký úspěch zaznamenala skladba Křičíme ránem z alba Mezi námi, které bylo natočeno v roce 2018. Na podzim 2019 kapela odehrála velké turné s kapelou Zakázaný ovoce, kde byl pořízen videoklip z živého vystoupení k písni Snílek.

## Diskografie
- Pokojová záležitost (2013)
- Kroky jinam (2014)
- Nastav druhou tvář (2015)
- Mezi námi (2019)